# Campionato bielorusso di calcio a 5 2004-2005
Il Campionato bielorusso di calcio a 5 2004-2005 è stato il sedicesimo Campionato bielorusso di calcio a 5 e si è svolto con la formula del girone all'italiana.
Al termine del campionato la vittoria è andata nuovamente al Dorozhnik Minsk giunto al suo quinto campionato della storia, terza doppietta Campionato-Coppa. La classifica cannonieri è andata a Sergei Svyadysh del Borisov-900.

## Classifica finale
| Pos | Squadra           | Pti | G  | V  | N | P  | GF  | GS  |
| --- | ----------------- | --- | -- | -- | - | -- | --- | --- |
| 1   | Dorozhnik Minsk   | 65  | 24 | 21 | 2 | 1  | 128 | 39  |
| 2   | Mapid Minsk       | 58  | 24 | 18 | 4 | 2  | 129 | 47  |
| 3   | Belagrprombank    | 51  | 24 | 15 | 6 | 3  | 135 | 70  |
| 4   | Ellast Novolukoml | 45  | 24 | 14 | 3 | 7  | 110 | 86  |
| 5   | BGUFK-Monorakurs  | 41  | 24 | 13 | 2 | 9  | 78  | 63  |
| 6   | Vitebskenergo     | 37  | 24 | 11 | 4 | 9  | 104 | 85  |
| 7   | Borisov-900       | 31  | 24 | 9  | 4 | 11 | 126 | 100 |
| 8   | BNTU Minsk        | 30  | 24 | 9  | 3 | 12 | 74  | 106 |
| 9   | CKK Svetlahorsk   | 26  | 24 | 7  | 5 | 12 | 80  | 113 |
| 10  | Absolut Minsk     | 22  | 24 | 6  | 4 | 14 | 68  | 99  |
| 11  | Ekonomist Minsk   | 13  | 24 | 3  | 4 | 17 | 73  | 151 |
| 12  | IPUT Dobrush      | 13  | 24 | 3  | 4 | 17 | 79  | 166 |
| 13  | Atlant Minsk      | 12  | 24 | 3  | 3 | 18 | 50  | 109 |